# Cyrus de Thiard de Bissy
Pour les articles homonymes, voir Famille de Thiard de Bissy, Thiard et Bissy.
Cyrus de Thiard de Bissy (mort à Chalon-sur-Saône le 3 janvier 1624) est un prélat français, évêque de Chalon-sur-Saône de 1594 à 1624.

## Biographie
Cyrus de Thiard est issu de la famille de Thiard, une famille bourguignonne anoblie vers 1400 et déjà représentée par son oncle et prédécesseur le célèbre Ponthus de Thiard. Il est le fils de Claude, seigneur de Bissy et de Guillemette de Montgomery. On ne connaît rien de sa formation mais il n'est vraisemblablement pas détenteur de degré dans l'université. Il est ordonné sous-diacre en septembre 1586 puis chanoine de la cathédrale Saint-Vincent de Chalon-sur-Saône et ensuite archidiacre. En 1589, quelques jours avant sa mort, le roi Henri III demande à Ponthus de résigner son siège épiscopal en faveur de son neveu. Cette recommandation est confirmée par le nouveau roi Henri IV en mars 1593 en considération « des services du seigneur de Bissy gouverneur de Verdun en Bourgogne » et la résignation est effective en mars 1593.
Cyrus de Thiard est confirmé en janvier 1594 et consacré le 20 février 1594 dans l'église Saint-Louis-des-Français de Rome. Le nouvel évêque participe aux États généraux de Bourgogne de 1605 et 1611 avant d'être le député du clergé aux États généraux de 1614 et à l'Assemblée des notables de l'année suivante à Rouen. Il est le premier évêque de Chalon à siéger au Parlement de Dijon. Il est à l'origine de la suppression du droit exclusif de vente du vin que s'étaient attribués les évêques locaux et de la « Fête de fous » vestige des saturnales religieuses médiévales. Il laisse le souvenir d'un évêque « savant et pieux » qui favorise l'établissement des congrégations religieuses : Minimes (1597), Capucins (1604), Carmélites et Dominicaines (1610). Il meurt à Chalon en 1624 dans le palais épiscopal qu'il avait fait réaménager.